# Great and Little Kimble cum Marsh
Great and Little Kimble cum Marsh – civil parish w Anglii, w hrabstwie Buckinghamshire, w dystrykcie Buckinghamshire. Leży 30 km od miasta Buckingham. Została założona w 1885 roku z Great Kimble i Little Kimble oraz części Little Hampden. W granicach civil parish leżą także Clanking, Great Kimble, Kimblewick, Little Kimble, Marsh i Smoky Row. W 2018 roku civil parish liczyła 1073 mieszkańców.